# Леху, Катерина
Катерина Леху (греч. Κατερίνα Λέχου, род. 10 февраля 1967, Афины) — греческая театральная актриса

. 11-я верховная жрица (πρωθιέρεια) олимпийского огня (2014—2018).

## Биография
Родилась 10 февраля 1967 года в Афинах, где живёт постоянно до настоящего времени. Закончила студию театрального искусства Каролоса Куна (Θεάτρου Τέχνης Καρόλου Κουν), долгое время посещала семинары Уты Хаген в UTA Hagen Studio в Нью-Йорке. Сделала успешную карьеру в театре, кино и на телевидении. С 1987 года исполняет главные роли в театре. Исполняла роль Ифигении в «Ифигения в Авлиде» Еврипида и Елены Прекрасной в «Троянках» Еврипида в древнем театре в Эпидавре. В 1989 году она начала свою карьеру в кино, а в 1993 году — на телевидении. Многими считается идеалом средиземноморской красоты.
С раннего возраста занималась плаванием, баскетболом и волейболом. Национальный олимпийский комитет Греции в 2014 году назначил её на четыре года 11-й верховной жрицей олимпийского огня. Сменила Ино Менегаки (Ινώ Μενεγάκη), зажигавшую огонь для XXII Олимпийских зимних игр 2014 года в Сочи. Была главным действующим лицом церемонии зажжения олимпийского огня Олимпийских летних юношеских игр 2014 года в Нанкине (30 апреля 2014 года на стадионе «Панатинаикос»), XXXI Олимпийских летних игр 2016 года в Рио-де-Жанейро, XXIII Олимпийских зимних игр 2018 года в Пхёнчхане, Олимпийских зимних юношеских игр 2016 года в Лиллехаммере, Олимпийского летнего европейского юношеского фестиваля 2015 года в Тбилиси и Олимпийского зимнего европейского юношеского фестиваля 2015 года в Форарльберге и Лихтенштейне.